# Femtoquímica
A Femtoquímica é o ramo da físico-química que estuda os fenômenos que ocorrem em femtossegundos. O estudo da femtoquímica iniciou-se a partir da década de 80 quando ocorreu a possibilidade de pesquisar os estágios intermediários entre os reagentes e os produtos de uma reação química que ocorrem em intervalos de tempo extremamente curtos. A técnica que permitiu o avanço da femtoquímica foi o desenvolvimento de lasers com pulsos ultra-curtos.